# 布萊恩·布洛斯
布萊恩·布洛斯（英語：Brian Burrows，1988年2月17日—），美國射擊運動員，他代表美國隊參加了日本舉行的2020年夏季奧林匹克運動會，並且在混合團體不定向飛靶比賽上獲得銅牌。